# Khatanga
Khatanga (rus. Хатанга) – rosyjski tankowiec, statek widmo, od października 2017 do czerwca 2025 porzucony i zacumowany w porcie w Gdyni.

## Dane techniczne
Khatanga zwodowana została w 1987 w Murmańsku. Ma 158 metrów długości i 26 metrów szerokości. Zanurzenie statku wynosi 8,5 metra, a tonaż - ponad 15 000 ton.

## Porzucenie

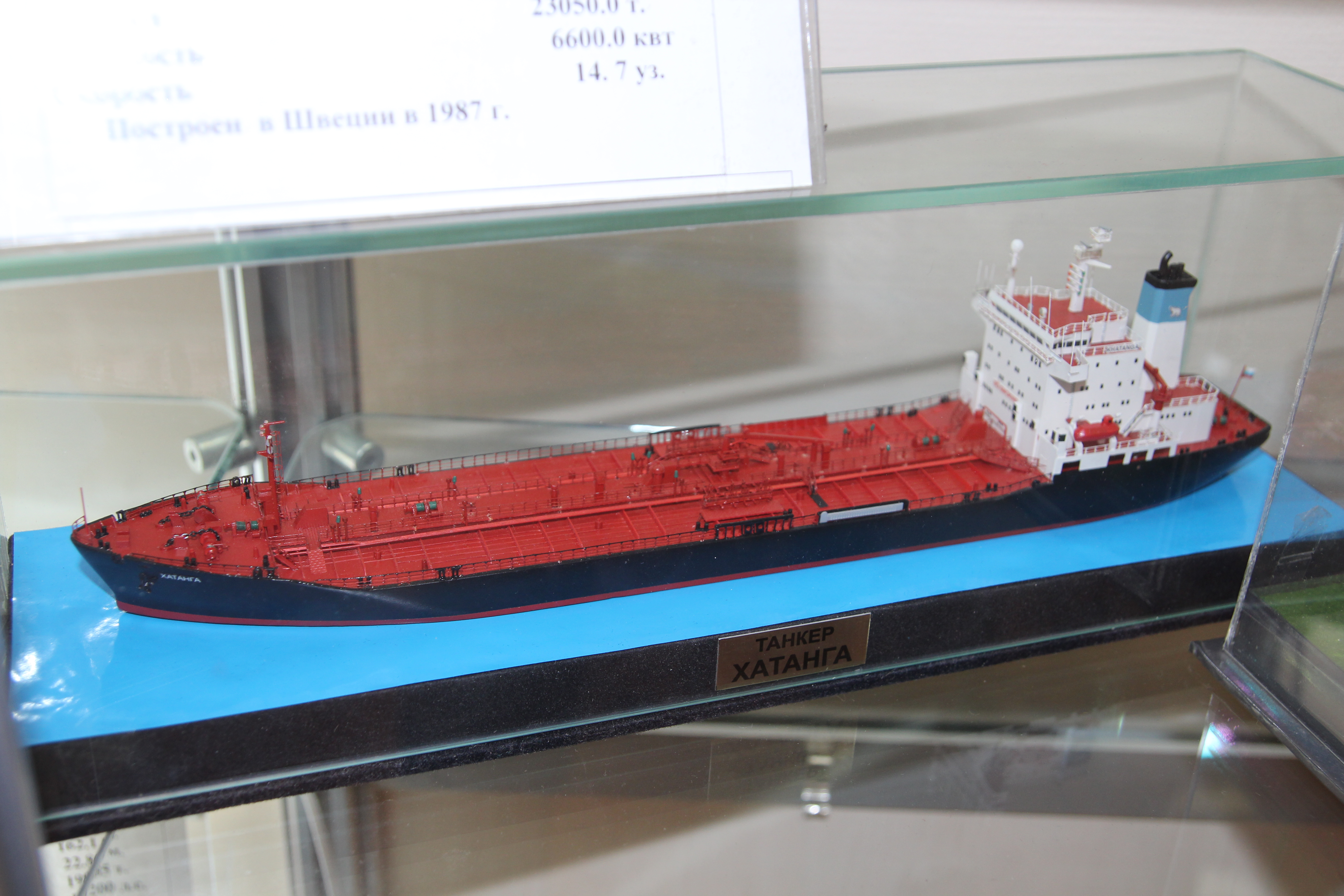
Makieta Khatangi (2013)

3 października 2017 okręt przybył z Kuby do portu w Gdyni. W tym samym miesiącu statek został zatrzymany w po tym, jak nie przeszedł kontroli w ramach procedury port state control. Miał przejść remont, a następnie odpłynąć, jednak do tego nie doszło. W 2020 armator jednostki, Murmansk Shipping Company ogłosił upadłość.

## Usunięcie
6 lutego 2025 Ministerstwo Infrastruktury podało komunikat, że zgodnie z decyzją Urzędu Morskiego w Gdyni Zarząd Morskiego Portu Gdynia został zobowiązany do usunięcia okrętu. Powodami były zagrożenie bezpieczeństwu żeglugi (statek dwukrotnie zerwał się z cum, w grudniu 2024 i styczniu 2025, co zwróciło uwagę Służby Kontrwywiadu Wojskowego i Agencji Bezpieczeństwa Wewnętrznego) oraz wycofanie z eksploatacji.
8 maja 2025 Khatanga została przeholowana wewnątrz portu i zacumowana dziobem w kierunku wyjścia z portu, by usprawnić przyszłe holowanie. 19 czerwca wiceminister infrastruktury Arkadiusz Marchewka poinformował, że statek jest w trakcie wyprowadzania z portu, a następnie poinformowano, że 28 czerwca dotarł dotarł do duńskiego portu Esbjerg, gdzie po przeprowadzeniu niezbędnych czynności zostanie ostatecznie pocięty na złom.